# Divya Deshmukh
Divya Deshmukh (nascida em 9 de dezembro de 2005) é uma jogadora de xadrez indiana que detém os título de Grande Mestre (GM). Venceu o Campeonato Mundial Feminino sub-20 de 2024. Juntamente com a equipe feminina da Índia, venceu a 45° Olimpíada de xadrez realizada em Budapeste.
Em 28 de julho de 2025, venceu  a Copa do Mundo Feminina 2025, tornando-se Grande Mestre e qualificando para o Torneio de Candidatas 2026.

## Carreira
Ela venceu o Campeonato Indiano de Xadrez Feminino de 2022. Ela também ganhou a medalha de bronze individual na Olimpíada de Xadrez de 2022. Ela também fez parte da equipe vencedora da medalha de ouro da Olimpíada de Xadrez Online em 2020.
Em 2023, em Almaty, ela venceu o Campeonato Asiático de Xadrez Feminino.  Ela terminou em primeiro lugar na seção feminina do Tata Steel India Chess Tournament, apesar de ser a última colocada. No torneio, ela derrotou Harika Dronavalli, Vantika Agrawal, Koneru Humpy, Savitha Shri B, Irina Krush e Nino Batsiashvili, empatou com as campeãs mundiais femininas Ju Wenjun e Anna Ushenina e perdeu apenas para Polina Shuvalova.
Em 2024 jogou no Tata Steel Challanger marcando 4,5/13.
Venceu o Sharjah Challengers 2024 com uma performance de 2584.
Venceu o Campeonato Mundial Feminino sub-20 de 2024 marcando 10/11
Representando a Índia, venceu a 45° Olimpíada de Xadrez realizada em Budapeste. Conquistando o ouro no terceiro tabuleiro.
Venceu a Copa do Mundo  Feminina em 28 de julho de 2025, o que lhe garantiu o título de GM e a vaga no Torneio de Candidatas.